# Koga Michimasa
Koga Michimasa (久我通相, [1326 - 1371] Erro: {{japonês}}: texto da transliteração contém caractere não latino (pos 11) (ajuda)) foi um kuge (nobre da corte japonesa) do Período Nanboku-chō da história do Japão. Seu pai foi Nagamichi. Pertencia ao ramo Koga do Clã Minamoto e se tornou Daijō Daijin.

## Histórico
Michimasa entrou para a corte em 1329 durante o reinado do Imperador Go-Daigo sendo classificado como Jugoi (funcionário da Corte de quinto escalão júnior) e nomeado Jijū (moço de câmara). No ano seguinte foi promovido a Shōgoi (funcionário de quinto escalão pleno) e em 1331 foi classificado como Jushii (quarto escalão junior) e nomeado Sakonnoe-gon-shōshō (subcomandante da ala esquerda da guarda do palácio), no ano seguinte concomitantemente foi nomeado Kaga Gonmori (vice-governador da província de Kaga) e alguns meses mais tarde promovido a Ukonoe no Chūjō (Comandante da ala direita da guarda do palácio). Em 1333, após a Restauração Kenmu foi degradado para um nível mais baixo, voltando a ser Shōgoi, mas logo retornou a classificação de Jushii e foi nomeado Sakonoe no Chujo (Comandante da ala esquerda). Em 1334 foi classificado como Shōshii (quarto escalão pleno) e nomeado Shinano gonsuke. Em 1337 é promovido a Jusanmi (terceiro escalão junior).
Em 1339 já no governo do Imperador Go-Murakami foi nomeado Mutsu Gonmori (vice-governador da província de Mutsu) e no ano seguinte nomeado Chūnagon. Em 1342 ele foi promovido Shōsanmi (terceiro escalão pleno) e promovido em 1346 a Junii (segundo escalão júnior). Em 1347 Michimasa tornou-se Dainagon.
Em 1354 Michimasa foi nomeado líder do clã Minamoto e se tornou Bettō (reitor) da escola Shōgakuin (da família imperial). No ano seguinte foi classificado como Shōnii (segundo escalão pleno). Depois disso ocupou o cargo de Naidaijin entre 1356 e 1360. Em 1362 foi atribuído o cargo de Udaijin até 1366, quando foi promovido a Daijō Daijin até 1368.
Michimasa veio a falecer em 1371. Seu filho Koga Tomomichi o substituiu na liderança no Ramo Koga.

| Precedido por Koga Nagamichi          | -- 11º Líder dos Koga Minamoto (1342-1371) | Sucedido por Koga Tomomichi  |
| Precedido por Tōin Kinkata            | 68º Daijō Daijin (1366-1368)               | Sucedido por Nijō Yoshimoto  |
| Precedido por Ōmiya Suehira           | 140º Udaijin (1362-1366)                   | Sucedido por Konoe Tsunetada |
| Precedido por Oogimachi Sanjo Kinhide | 128º Naidaijin (1356-1360)                 | Sucedido por Sanjō Kintada   |